# 現值
在给定的时刻，一次（或多次）该时刻之后发生的现金（现金流）在该时刻的价值（总和）称为现值。这个概念反映了金钱的时间价值，以及金融风险等诸多因素。现值计算为发生时间不同的现金流提供了基准相同的比较方法，因而被广泛应用于商业和经济学中。

## 背景
如果有机会在“今天得到一百元”和“一年后得到一百元”之间选择——实际利率为正，除时间外两者条件完全相同——一个理性人毫无疑问将会选择“今天得到一百元”。这类现象被经济学家称为时间偏好。时间偏好可以用拍卖无风险债券（比如美国国债）来度量：如果一张一年期面值100元的债券，其拍卖价格是80元，那么一年后的100元其现值就是80元。这种差异的产生，是因为持有人可以将钱存入银行或通过其他安全的投资途径来产生收益。
人们对于所持有的资金有两种支配方式：消费和储蓄。以储蓄代替消费所获得的补偿就是，可以从银行（债务人）处获得利息，即资金价值是增长的。
不过，为了衡量现时的金钱在一段给定时间后的价值，经济学上采用“复利”来计算。如今的多数精算计算中默认采用无风险利率，对应最低保障利率，如银行储蓄账户所能提供者。若要从购买力角度衡量，应该使用实际利率（名义利率减去通货膨胀率）计算。
计算现时金钱未来价值过程（比如，今天的100元五年后价值几何？）称为累积（capitalization）。相反的过程——计算未来金钱的现时价值，比如五年后的100元相当于今天的多少钱——称为折现。
由此可见，上面提到的问题——如果有机会在“今天得到一百元”和“一年后得到一百元”之间选择——理性的选择是得到现时的现金100元。如果付款时间不得不推后到一年后，假设储蓄利率是5%，则需要付出至少105元才能等同于现时付出100元（现在的100元与一年后的105元等价）。因为如果现在将100元现金存入银行，一年后储蓄人将得到105元。

## 计算
应用最广泛的金钱时间价值模型是复利。假设某人以利率{\displaystyle \,i\,}（{\displaystyle \,i\,} = 5%与{\displaystyle \,i\,} = 0.05是等同的）借入或借出一笔款项，期限为{\displaystyle \,t\,}年，则{\displaystyle \,t\,}年后的{\displaystyle \,C\,}个货币单位其现值表达为：
{\displaystyle C_{t}=C(1+i)^{-t}\,={\frac {C}{(1+i)^{t}}}\,}
上式也可以看作终值计算中时间为负的情况。
{\displaystyle \,t\,}年后的{\displaystyle \,C\,}个货币单位现时的购买力也可以用上式计算，此时{\displaystyle \,i\,}表示通货膨胀率。
表达式{\displaystyle \,(1+i)^{-t}}涵盖了各种现值计算的不同情况。同一组现金流可能根据利率的不同被分为数个时段，例如，从此时算起的第一年内的利率为{\displaystyle \,i_{1}\,}，第二年内利率为{\displaystyle \,i_{2}\,}，那么两年后的{\displaystyle \,C\,}个货币单位的现值表达为：
{\displaystyle \mathrm {PV} ={\frac {C}{(1+i_{1})(1+i_{2})}}\,}

### 理论拓展
现值具有可加性。一组现金流总的现值即等于单笔资金的现值之总和。
实际上，利率恒定（设为{\displaystyle \,i\,}）的一组现金流的现值与变换变量（设为{\displaystyle \,s\,}）的拉普拉斯变换在数学上是等价的。若现金流的发生时间是离散的，应该用各自现值的和代替变换中的积分；若现金流在一段时间内是几乎持续发生的，则其现值可近似看作某个连续函数的拉普拉斯变换。

## 利率的选择
这里使用的利率是无风险利率。如果某投资项目风险为零，则与收益率相同的风险大于零的项目相比，人们更倾向于投资前者。风险的存在常常可以由风险溢价来反映。风险溢价可以参考风险相类似的项目的收益率来决定。因此，投资者将收益的不确定性考虑在内是可能的。

## 年金，永久年金及其他常见形式
许多付款和资金安排（包括债券、分期付款、租赁契约、薪金、会员年费、年金、直线型折旧）常常要求“规律的”付费，即持续以相等时间间隔收取的定额款项。“年金”这一概念即用于描述这类以固定的时间周期以相对固定的方式发生的现金流。年金的现值可以被表达为一个等比数列的总和。
考虑在{\displaystyle t=1,2,...,n}时刻分别发生数额为{\displaystyle C}的款项，总共发生{\displaystyle n}次的现金流（显然，这是年金）。将在未来发生的款项根据换算周期内的利率{\displaystyle i}折现，这个年金的现值据此计算：
{\displaystyle PV\,=\,{\frac {C}{i}}\cdot [1-{\frac {1}{\left(1+i\right)^{n}}}]} {\displaystyle \mathrm {=} {C}{\frac {1-(1+i)^{-n}}{i}}\,}
上式同样也适用于发生时间不同但等时间间隔的年金，比如，从第一年到第十年每年年底付款100元；其中，{\displaystyle i}是换算周期内对应的利率或当期收益率。
若年金的支付永远进行下去，没有停止的那一天，这种年金被称为永久年金。永久年金现值的计算即令上式中{\displaystyle n\to \infty }，则{\displaystyle 1-{\frac {1}{\left(1+i\right)^{n}}}\to 1}，
{\displaystyle PV\,=\,{\frac {C}{i}}}
因此，前式可以看作是一个永久年金的现值减去一个推迟了{\displaystyle n}年的永久年金的现值所得。
需要注意的是，这些计算公式只有在满足下述条件时才能成立：
- 无需考虑通货膨胀，或者所用利率已将通货膨胀考虑在内。
- 将来的支付具有相当高的发生可能性，或者利率已将信用风险考虑在内。

要了解更多，请参见金钱的时间价值。